# Cmentarz żydowski w Turku

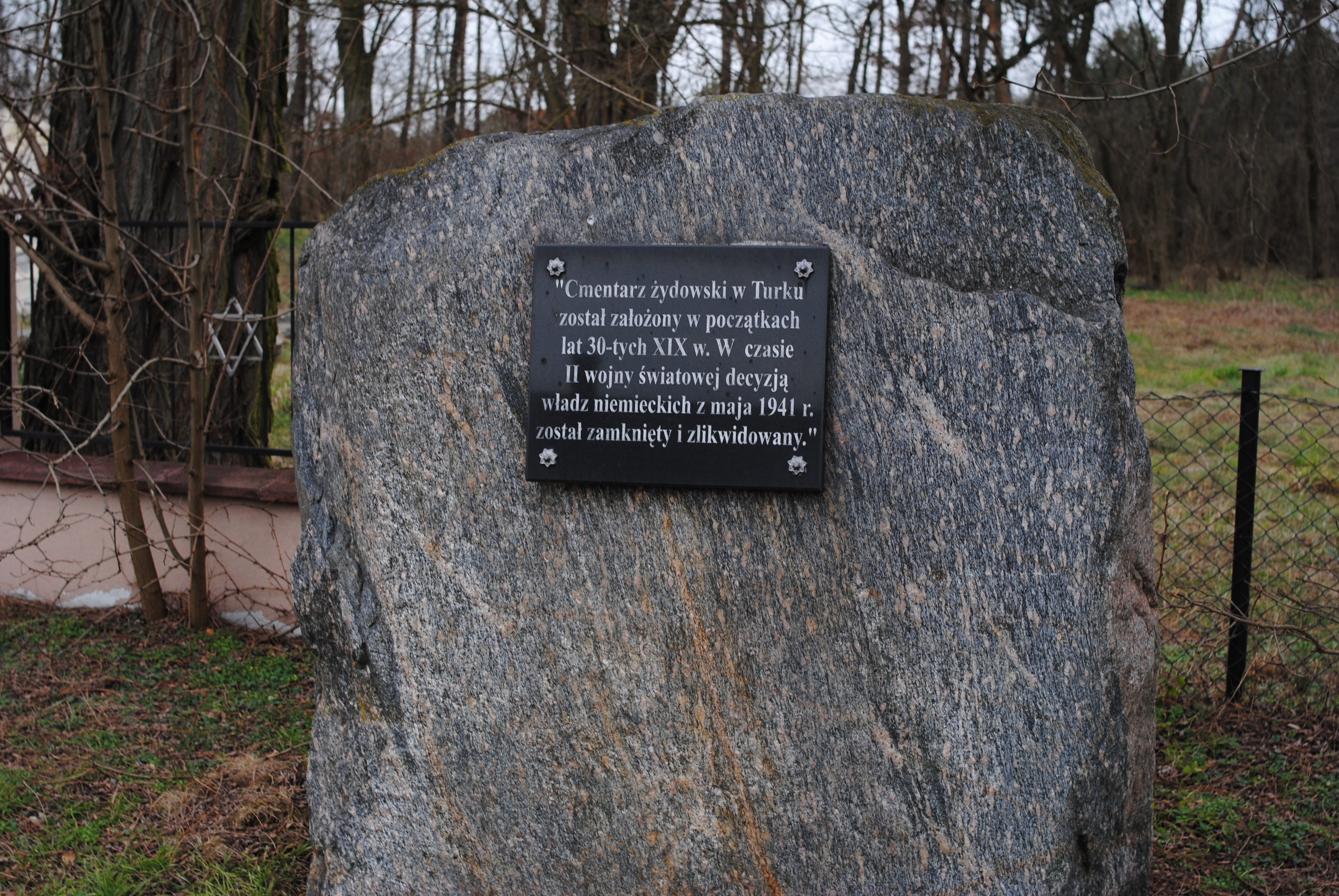
Głaz pamiątkowy obok cmentarza

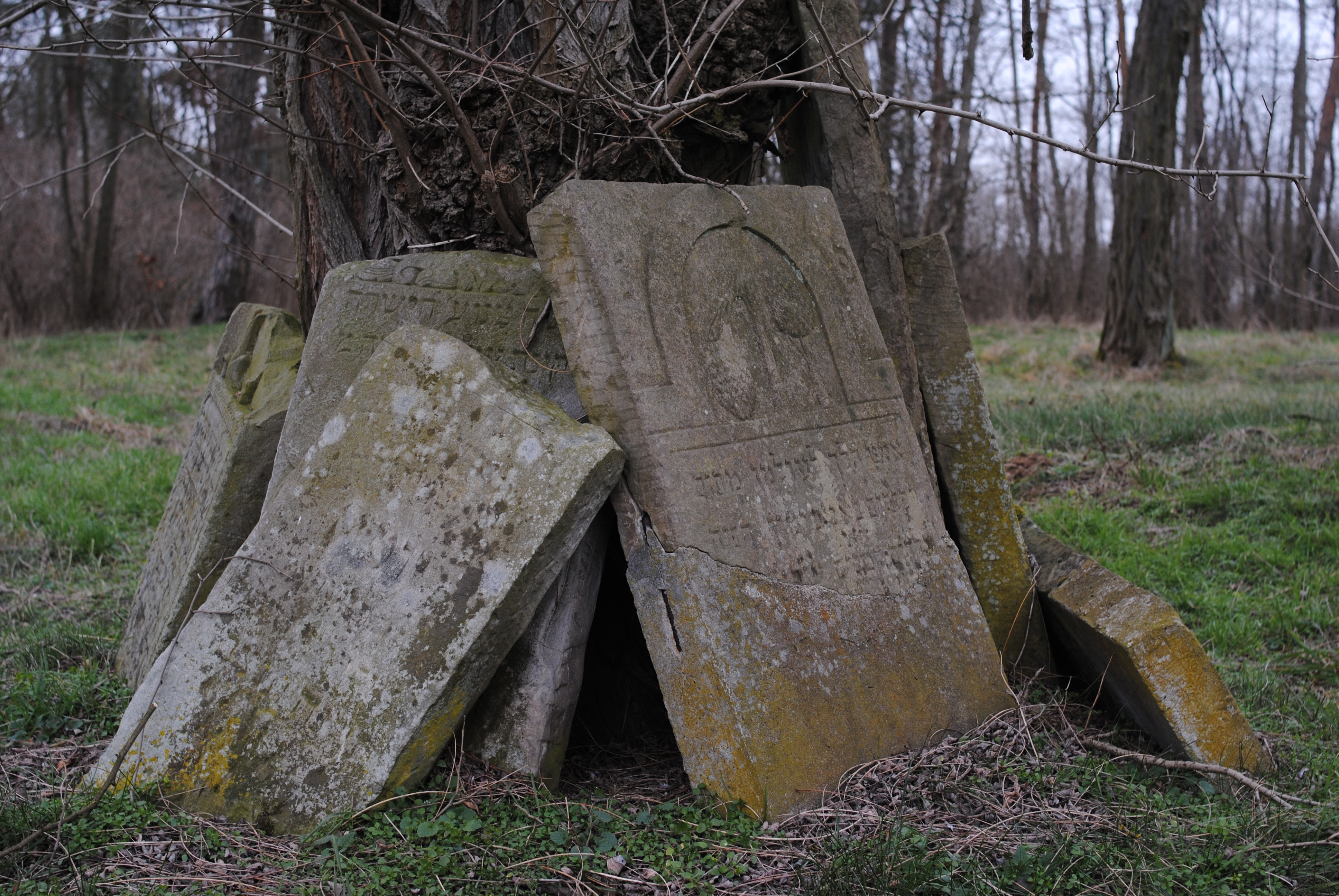
Macewy na cmentarzu

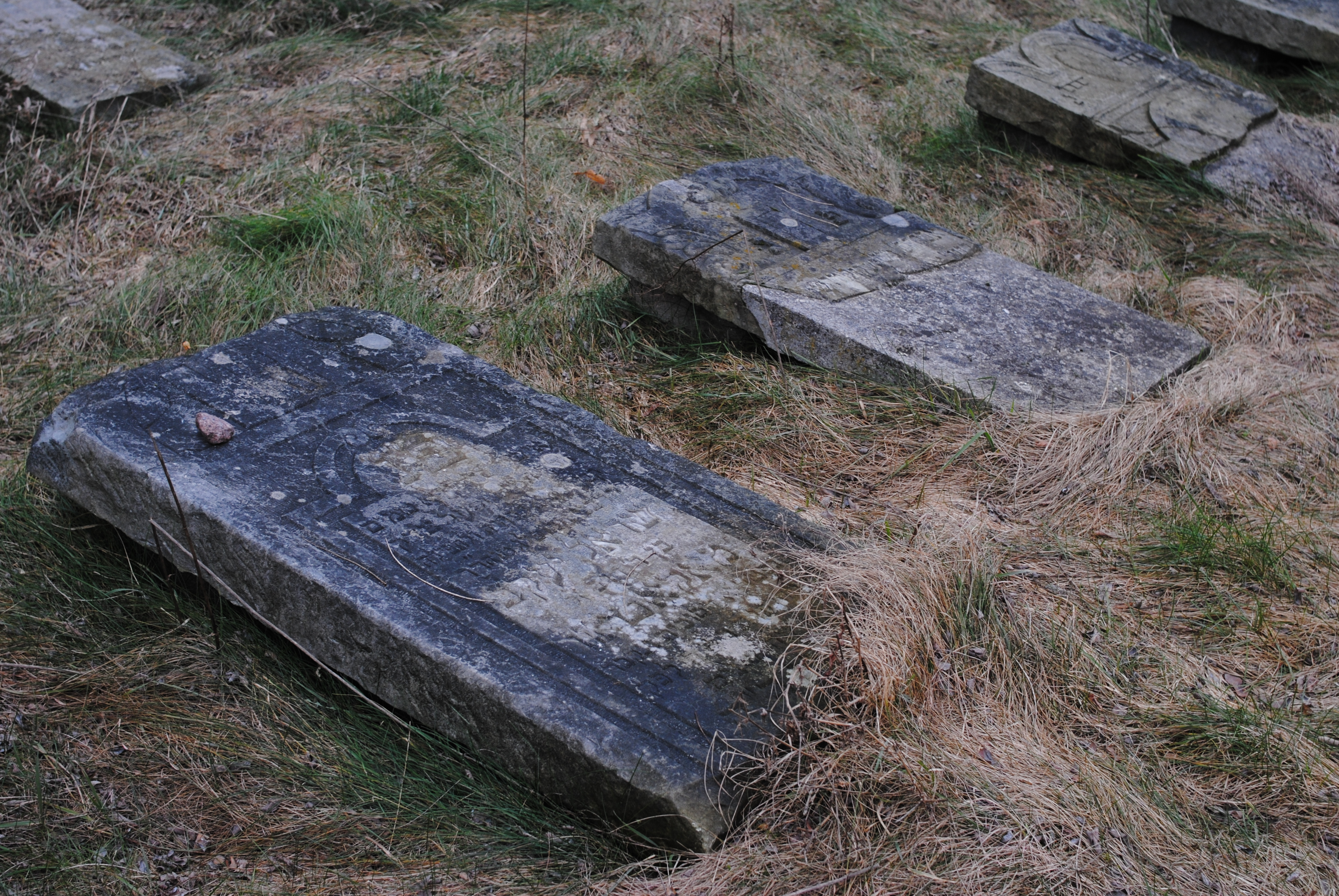
Macewy na cmentarzu

Cmentarz żydowski w Turku – cmentarz żydowski w Turku, założony na początku XIX wieku. Znajduje się na samotnym podmiejskim wzgórzu, na Zdrojkach Lewych, około 300 metrów na zachód od ul. Chopina. Ma powierzchnię 0,6 ha.
Ostatni znany pochówek odbył się w 1939 roku. Podczas II wojny światowej (wiosną 1943 roku) Niemcy całkowicie zdewastowali cmentarz.

## Historia i opis
Najstarsze nagrobki pochodziły z 1806 roku. Około połowy XIX wieku wybudowano w pobliżu cmentarza dom przedpogrzebowy (po II wojnie światowej zamieniony na budynek mieszkalny) i inne budynki, w tym dom noclegowy dla ubogich. W 1881 roku, po zakupie dwóch dodatkowych działek, teren cmentarza uległ powiększeniu.
Tak o cmentarzu w 1932 roku pisał Leon Lubomir Kruszyński:

Znajduje się dużo pomników ładnych na tym cmentarzu zwanym u Żydów nazwą hebrajską BET OLIM, co oznacza DOM WIECZNY. Spotykamy tu pomniki rodzin Fuksów, Szyfrów, Szajniaków, Wróblewskich, Khonów, Chorowicza, Glicentsteina, Glubów, Szwarcmana, Płotki, Lewinów, Lewińskich, Laskoskiego, Szmula, Mermelstetinowej, Gutmacherowej, Winterów, Gołębiów, Nelkena, rabina Brauna, rabina Waksmana Kowalskiego lat 102, Dynsfertiga, Krotowskiego, Zahnów, Steina, Wolmanna, Bułki, Taubego, Openheimna, Stanisława Tadeusza Saksa, Engla. Niektóre pomniki z polskimi napisami: Czem byłem-jesteś, czem jestem-będziesz

Cmentarz został zamknięty zarządzeniem burmistrza i landrata okręgu Turek z 14 i 24 maja 1941. Odtąd Żydzi zgromadzeni w getcie musieli chować swoich zmarłych na cmentarzach katolickich, gdzie władze miasta miały wydzielić dla nich specjalne kwartały. Zabroniono jednocześnie ustawiać na mogiłach jakichkolwiek symboli i znaków religijnych. W rozporządzeniu o likwidacji cmentarza wspomina się o rozebraniu ogrodzenia i usunięciu nagrobków.
W tym też czasie została sprofanowana mogiła rabina Pinkasa Węgrowa zmarłego w 1937 roku. Niemcy użyli nagrobków z cmentarza do wykładania chodników wokół dawnego browaru Schnerrów na ulicy Kolskiej (późniejsze "Konserwy", obecnie tereny supermarketu Intermarché). Macewami wyłożono również drogi letniska Grabieniec, położonego w pobliżu miasta, część z nagrobków uległa zniszczeniu – ich fragmenty do dziś spotyka się w okolicy. Ostatecznego zniszczenia cmentarza dokonano wiosną 1943 roku.
Po wojnie teren cmentarza obsadzono drzewami. Był użytkowany jako pastwisko lub "teren leśny". W 1986 roku architekt Irena Baszkowska zaznaczyła narys cmentarza na planie zagospodarowania przestrzennego miasta. W 1993 roku powstał projekt uporządkowania nekropolii, stworzony społecznie przez tegoż architekta.
Do rejestru zabytków obiekt wpisano w 1990 roku, wcześniej jednak większość zachowanych macew (mogło być ich około 400 – według I. Brzewskiej) wywieziono do Muzeum Okręgowego w Koninie, skąd trafiły do Chełmna nad Nerem. Jedynym znakiem, że w tym miejscu znajdował się cmentarz żydowski, była żeliwna tablica umieszczona na ogromnym głazie z inicjatywy Muzeum w Koninie: Cmentarz Żydowski. Teren prawnie chroniony. Uszanuj miejsce spoczynku zmarłych. Obecnie na głazie znajduje się tablica z napisem: Cmentarz żydowski w Turku został założony w początkach lat 80. XIX wieku. W czasie II wojny światowej decyzją władz niemieckich z maja 1941 r. został zamknięty i zlikwidowany.
Na powierzchni 0,6 ha nie zachowały się żadne całe nagrobki. Część ocalałych fragmentów nagrobków przez lata przechowywano w Muzeum Miejskim w Koninie.
W sierpniu 2003 przeprowadzono prace porządkowe cmentarza. Teren został ogrodzony, a pozostałości macew wkomponowano w lapidarium. Prace przeprowadzono z inicjatywy Jehudy Widawskiego z Izraela, przy pomocy władz miasta.